# John Goodman
John Goodman (født 20. juni 1952) er en amerikansk skuespiller. Han er særlig kendt for sin rolle som Dan Conner i tv-serien Roseanne og sit samarbejde med Joel og Ethan Coen.

## Filmografi
- Revenge of the Nerds (1984)
- Raising Arizona (1987)
- Sea of Love (1989)
- Arachnophobia (1990)
- King Ralph (1991)
- Barton Fink (1991)
- The Babe (1992)
- The Hudsucker Proxy (1994)
- The Flintstones (1994)
- Blues Brothers 2000 (1998)
- Fallen (1998)
- The Big Lebowski (1998)
- Bringing Out the Dead (1999)
- What Planet Are You From? (2000)
- O Brother, Where Art Thou? (2000)
- Coyote Ugly (2000)
- One Night at McCool's (2001)
- Monsters, Inc. (2001)
- Biler (2006)
- Almægtige Evan (2007)
- Bee Movie (2007)
- Confessions of a Shopaholic (2009)
- The Monuments Men (2014)
- Once Upon a Time in Venice (2017)